# لشکرآباد (اهواز)
لشکرآباد یکی از محله‌های اهواز در استان خوزستان است که در ساحل غربی رود کارون و در نزدیکی دانشگاه شهید چمران اهواز واقع شده‌است. این محله به‌ویژه به‌خاطر خیابان پررفت‌وآمد و رستوران‌های کوچک و دکه‌های فروش فلافل و سمبوسه شهرت دارد و گاه از آن به عنوان «پایتخت فلافل ایران» یاد می‌شود.

## تاریخچه
در دههٔ ۱۳۲۰ خورشیدی، این محله، رفیش نامیده می‌شد، و جمعیت آن بیشتر از عرب‌های بومی خوزستان بودند که به کشاورزی، دامداری و پیشه‌های کوچک شهری مشغول بودند.  
در دهه‌های ۱۳۴۰ و ۱۳۵۰، با شکل‌گیری نیروهای لشکری و ساخت دانشگاه شهید چمران اهواز، نام «لشکرآباد» برای این محله ثبت شد.  
از اوایل دههٔ ۱۳۸۰، کسب‌وکار فروش فلافل و سمبوسه که ابتدا به‌صورت دکه‌های کوچک خانگی بود، رونق گرفت و چهرهٔ محله را دگرگون کرد.

## جغرافیا
لشکرآباد در غرب رود کارون و در حدود مرکز و غرب اهواز قرار دارد. از شمال به خیابان انقلاب، از جنوب به میدان دانشگاه و از غرب به خیابان انوشه هم‌مرز است. این محله دارای خیابان‌بندی منظم به‌شکل مربع و میدان مرکزی است.

## فرهنگ و جامعه
ساکنان لشکرآباد بطورعمده از مردم عرب خوزستان هستند. مهمان‌نوازی، برگزاری آیین‌های محلی و حضور موسیقی خیابانی از ویژگی‌های فرهنگی آن است. این محله امروزه، نوعی مقصدی گردشگری تبدیل شده است.

## شهرت خوراکی
خیابان اصلی محله، به‌ویژه خیابان انوشه، به‌خاطر ده‌ها دکه و رستوران کوچک فلافل، سمبوسه، کبه، باقلوا و قهوه عربی معروف است. قیمت مناسب، گوناگونی خوراکی‌ها و فضای پرجنب‌وجوش، این منطقه را به یکی از شناخته‌شده‌ترین مرکزهای غذای خیابانی در ایران تبدیل کرده‌است.

## دسترسی
این محله در نزدیکی ایستگاه مترو دانشگاه قرار دارد و با تاکسی، اتوبوس و البته با پیاده‌روی از مرکز شهر، قابل دسترسی است. فعالیت مغازه‌ها به‌طورعمده از عصر آغاز، و تا نیمه‌شب ادامه دارد.